# Чарлз Педерсън
 Чарлз Джон Педерсън (на английски: Charles John Pedersen) е американски органичен химик, най-известен с методите си за синтезиране на краун-етери, които разработва по време на работата си в DuPont. Той е лауреат на Нобелова награда за химия от 1987 г.

## Ранен живот и образование
Педерсън е роден на 3 октомври 1904 г. в Пусан, тогава в рамките на Корейската империя. Той е най-малкото от три деца. баща му, Бреде Педерсен, е норвежки морски инженер, който имигрира в Корея. По-късно баща му работи като инженер-механик в мина в провинция Северен Пхьонан (днес в Северна Корея). Майка му, Такина Ясуи, имигрира от Япония в Корея със семейството си и установява успешен бизнес с търговия на соя и копринени пеперуди близо до мините в Северен Пхьонан, където и среща мъжа си. В Япония, Педерсън се подвизава с името Йошио (на японски: 良男). Той споделя, че не е чувствал добре дошъл там.
Въпреки че живее в Корея, той расте в близост до мините, притежавани от американци, поради което се научава да говори английски от рано. На 8-годишна възраст е изпратен да учи в Нагасаки, след което се премества в Йокохама. Благодарение на католическите връзки на семейството си, той е приет да учи химическо инженерство в университета Дейтон в Охайо, САЩ. Получава бакалавърската си степен през 1926 г., след което записва магистратура по органична химия в Масачузетския технологичен институт. Макар тогава преподавателите му да го поощряват да запише докторантура по органична химия, той решава вместо това да започне професионалната си кариера, отчасти защото вече не иска да живее на разноските на баща си. Той е един от малкото нобелови лауреати в областта на науката, които няма докторска степен.

## Научна дейност
След като напуска института, Педерсън се урежда на работа в DuPont в Уилмингтън, Делауеър през 1927 г. Там той се запознава и черпи вдъхновение от много процъфтяващи химици (като например Рой Плънкет), които правят пробиви в областта на полимерите и органичната химия. Педерсън има особен интерес промишлеността, което направлява задачите, които се захваща да решава. Скоро започва да се интересува от оксидативната деградация и стабилизирането на субстратите.
Пенсионирайки се на 65-годишна възраст, работата му включва 25 труда и 65 патента, като през 1967 г. публикува двата си труда, описващи методите за синтезиране на краун-етери (циклични полиетери). Молекулите с форма на поничка са първите от поредица необичайни съединения, които образуват стабилни структури с йоните на алкални метали. Той ги открива по случайност. За приноса си, през 1987 г. е удостоен с Нобелова награда за химия.
Педерсън умира на 26 октомври 1989 г. в Сейлъм, Ню Джърси.